# 小説NON
小説NON（しょうせつノン）は、株式会社祥伝社が発行している月刊の小説誌である。1986年6月創刊。毎月22日に発売。判型はA5。雑誌コードは4765。
月刊小説誌には、他に『オール讀物』『月刊ジェイ・ノベル』『小説現代』『小説新潮』『小説すばる』『小説宝石』『小説 野性時代』などがある。

## 概要
推理小説や伝奇小説、アクション小説、歴史小説、時代小説など、様々なジャンルの作品を多数連載している。菊地秀行「魔界都市ブルース」シリーズなど祥伝社のベストセラー小説を多く生み出している。連載後、同社から単行本として刊行されるケースや、ノン・ノベルに収録されるケースなどがある。誌名の「NON」（ノン、否定）には、ノン・ブックやノン・ノベルと同様、既成の価値を否定し、小説を通して新しい価値を探っていきたいという思いが込められている。地方文学賞の湯河原文学賞（小説部門）、九州さが大衆文学賞の受賞作が掲載される。『小説NON』の電子版としてWEB-NON（ウェブ・ノン）が展開されていたが、2015年8月発売号をもって終了した。

## 過去の主な連載作品
- 安東能明 『限界捜査』
- 五十嵐貴久 『炎の塔』
- 遠藤武文 『龍の行方』
- 大崎梢 『空色の小鳥』
- 梶よう子 『連鶴』
- 菊地秀行 『狂絵師サガン』
- 貴志祐介 『ダークゾーン』
- 北原尚彦 『ホームズ連盟の事件簿』
- 西條奈加 『六花落々』
- 笹本稜平 『分水嶺』
- 柴田哲孝 『下山事件 暗殺者たちの夏』
- 城野隆 『風狂の空』
- 新堂冬樹 『少女A』
- 鳥羽亮 『さむらい 修羅の剣』
- 中山七里 『ヒポクラテスの誓い』
- 西村京太郎 『十津川警部 七十年後の殺人』
- 葉室麟 『春雷』『潮鳴り』
- 原宏一 『佳代のキッチン』
- 結城充考 『狼のようなイルマ』
- 柚月裕子 『パレートの誤算』
- 宮内悠介 『遠い他国でひょんと死ぬるや』